# 绒毛蓼
绒毛蓼（学名：Polygonum pulchrum），又名丽蓼，为蓼科蓼属下的一个种。水生植物，分布于台湾等地。

## 扩展阅读
- 維基物種上的相關：绒毛蓼